# Бойченко В'ячеслав Олександрович
В'ячеслав Олександрович Бойченко (листопад 1926, місто Київ — 29 грудня 1968, місто Київ) — український радянський партійний і комсомольський діяч, 2-й секретар Київського міськкому КПУ. Член Ревізійної Комісії КПУ в 1966 — грудні 1968 року. Кандидат історичних наук.

## Біографія

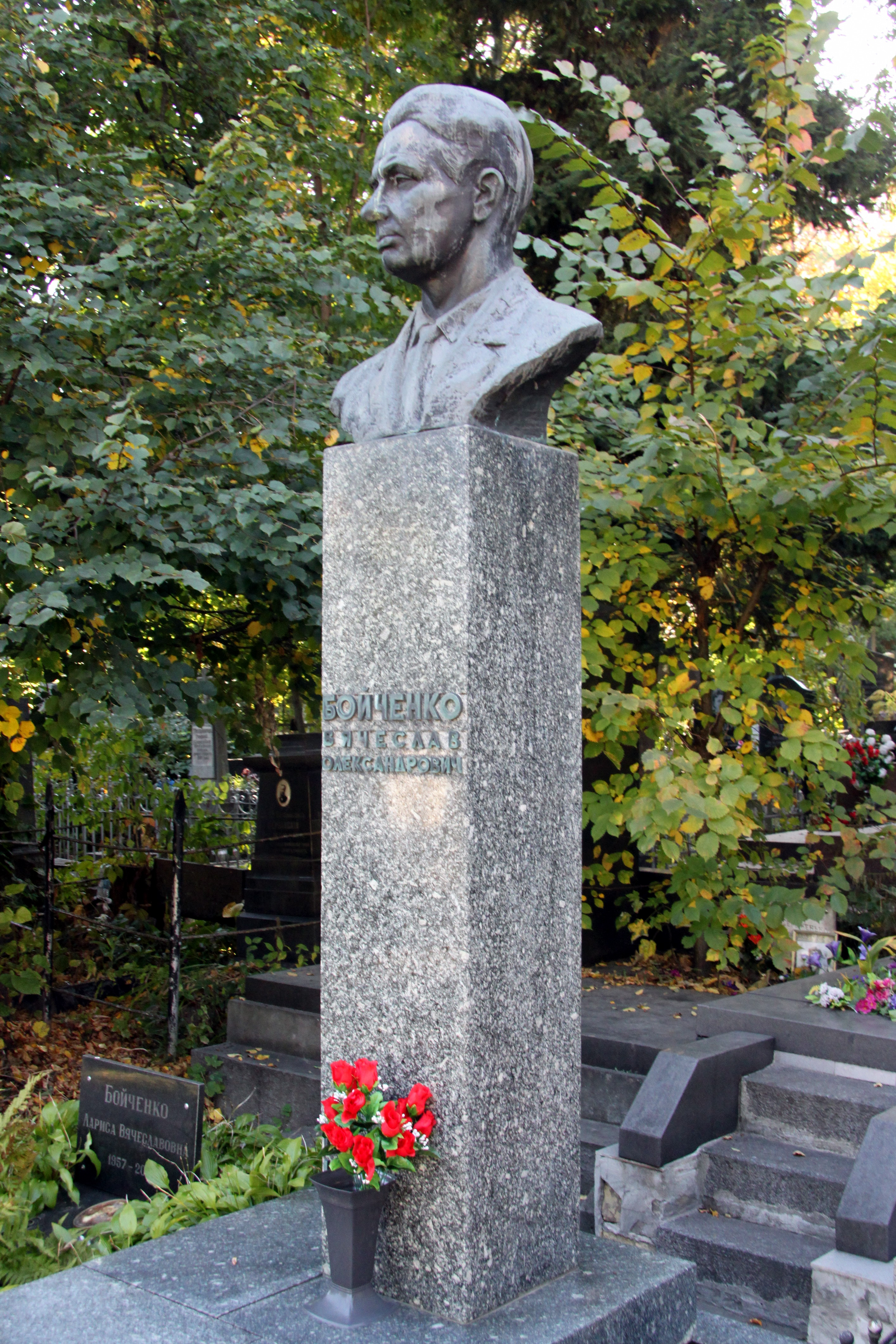
Могила В'ячеслава Бойченка на Байковому кладовищі у Києві

Народився в родині відомого комсомольського діяча та письменника Олександра Бойченка. У 1941 році родина була евакуйована у східні райони СРСР.
Трудову діяльність розпочав у 15-річному віці. Працював трактористом Караманської машинно-тракторної станції (МТС) Саратовської області РРФСР, був курсантом спеціальної школи Військово-повітряних сил СРСР.
Член ВКП(б) з 1951 року.
У 1951 році закінчив Київський державний університет імені Тараса Шевченка. Продовжив навчання в аспірантурі університету та захистив кандидатську дисертацію на вчений ступінь кандидата історичних наук. Після закінчення аспірантури працював старшим викладачем Вищої партійної школи при ЦК КПУ.
З 1954 року — 1-й секретар Київського міського комітету ЛКСМУ.
З 1960 року — на партійній роботі. У 1960—1961 роках — 1-й секретар Шевченківського районного комітету КПУ міста Києва.
20 липня 1961 — 7 січня 1963 року — секретар Київського обласного комітету КПУ. 9 січня 1963 — 7 грудня 1964 року — секретар Київського промислового обласного комітету КПУ з питань ідеології.
У грудні 1964 — 29 грудня 1968 року — 2-й секретар Київського міського комітету КПУ.

## Нагороди
- орден Трудового Червоного Прапора
- орден «Знак Пошани»
- медалі